# Rozhlas a televízia Slovenska
Rozhlas a televízia Slovenska (deutsch: Hörfunk und Fernsehen der Slowakei, Abk. RTVS) war vom 1. Januar 2011 bis zum 1. Juli 2024 der öffentlich-rechtliche Rundfunk der Slowakei. Präsident Peter Pellegrini unterzeichnete am 30. Juni 2024 ein Gesetz, das die bisherige öffentlich-rechtliche Sendeanstalt der Slowakei formell auflöste und durch ein neues Staatsmedium ersetzte. Die Oppositionsparteien kündigten eine Beschwerde beim Verfassungsgericht gegen das Gesetz an. Sie werfen der Regierung von Robert Fico vor, mit dem neuen Sender TVR ein Propagandamedium für die Staatsregierung für sich zu schaffen.
Er entstand durch Zusammenlegung des slowakischen Fernsehens (STV) und des slowakischen Hörfunks (SRo), die nun organisatorische Unterteile des RTVS sind. Zumindest der Rundfunk behielt auch seine Marke. Nach der Abwahl der Intendantin Miloslava Zemková durch die sozialdemokratische Regierungsmehrheit im Parlament am 26. Juni 2012 wurde der Sender gemeinsam von RTVS-Wirtschaftsdirektorin Daniela Vasinova und dem bisherigen Berater der Intendantin für strategische und Investitionsprojekte, Peter Ondro, geführt. Am 1. August 2012 wurde Václav Mika, ehemaliger Direktor des privaten Senders TV Markíza, zum neuen Intendanten gewählt. Der Sitz des Rundfunks befindet sich im zuvor vom Hörfunk genutzten Gebäude an der Mýtna-Straße in Bratislava.
Die ursprünglich vom slowakischen Kulturministerium entworfene Abkürzung RTS wurde nicht durchgesetzt, da eine Verwechslungsgefahr mit der Radio-Televizija Srbije (Rundfunk Serbiens) bestehe. Andererseits wird auch die Abkürzung RTVS schon von einer Firma, die für den Hörfunk und Fernsehen die Rundfunkgebühr erhebt, benutzt.

## Hörfunkprogramme
Die Gesellschaft betreibt vier landesweite Senderketten:
- Rádio Slovensko (SRo 1) (Nachrichten, Informationen und Kultur)[6]
- Rádio Regina (SRo 2) (drei Regionalversionen für West, Mitte und Ost)
- Rádio Devín (SRo 3) (Klassische Musik, Kunst und Kultur)
- Rádio FM (SRo 4) (anspruchsvoller Jugendsender)

Im Süden des Landes wird außerdem ein ungarischsprachiges Programm gesendet (für andere Minderheiten produziert die Redaktion anderssprachige Sendungen für Rádio Regina):
- Rádio Patria (SRo 5)

Folgende Sender sind nur digital (Satellit, DVB-T2, DAB+ und Internet) zu empfangen:
- Rádio Pyramída (Hörspiele, Literatur, Jazz, Folkloremusik, humoristische Sendungen)
- Rádio Litera (Poesie, Prosa, anspruchsvolle Musik)
- Rádio Junior (Kinderprogramm, sendet Nachrichten, Musik, Hörspiele etc.)

Außerdem existiert noch ein Auslandssender, welcher Inhalte auf Slowakisch, Englisch, Deutsch, Französisch, Russisch und Spanisch sendet und via UKW, Kurzwelle und digital verbreitet wird:
- Radio Slowakei International (Radio Slovakia International; RSI)

Online werden darüber hinaus Podcasts und ein Sendungsarchiv bereitgestellt.

## Fernsehprogramme
Gesendet werden folgende Programme im HD- und zum Teil auch im SD-Format:
- Jednotka (:1) sendet ein Vollprogramm aus Unterhaltung und Nachrichten. Neben eigenproduzierten Shows und Serien im Hauptabend füllen vor allem ältere amerikanische Serien sowie Filme aus Europa das Programm. Auch Topspiele in Fußball und Eishockey werden hier gezeigt.
- Dvojka (:2) ist eher auf Kinderprogramme (Morgenprogramm, Betthupferl), Magazine, Dokus und Kulturprogramme fokussiert, weiters werden auch Nachrichtensendungen aus den Regionen, in der Minderheitensprache Ungarisch, der Slowakischen Gebärdensprache und seit dem Frühjahr 2022 auf Ukrainisch ausgestrahlt. Die zuvor programmierten Archivsendungen und das Sportprogramm wurden weitgehend auf andere Sender ausgelagert.
- Trojka (:3) besteht seit Weihnachten 2019, voraussichtlich bis Ende November 2022[11]. Täglich zwischen 6 Uhr und 24 Uhr werden Archivsendungen vor allem aus der Zeit der Tschechoslowakei geboten.[12][13] Von März bis Mai 2022 wurde anstelle des Senders ein Nachrichtensender (s. u.) verbreitet, der nach zwei Monaten eine eigene Frequenz erhielt und dadurch wieder Platz für das ursprüngliche Programm machte.[14] Zwischen den Olympischen Sommerspielen 2008 in Peking und der Männer-Eishockey-WM 2011 in der Slowakei wurde unter gleichem Namen ein Sportprogramm gesendet.[15]
- RTVS 24 (:24) ist der Nachrichtensender der Gruppe. Der Sender war grundsätzlich schon länger geplant gewesen, wurde letztlich aber vorgezogen am 28. Februar 2022, vier Tage nach dem Überfall Russlands auf die Ukraine, als Reaktion auf die kritisierte mangelnde Live-Kompetenz des öffentlich-rechtlichen Fernsehens gestartet.[16][17][18] Zunächst lief dieser Sender anstelle des Dritten Programms (:3), mit Ende Mai wurde das Nachrichtenprogramm zum fünften eigenständigen TV-Sender der RTVS.[14]
- RTVS Šport (:ŠPORT) ist das chronologisch vierte Programm der Sendergruppe. Zunächst als Kinderprogramm, später als kombinierter Sport- und Info-Sender geplant, wurde der Start aus finanziellen Gründen und wegen der COVID-19-Pandemie mehrmals verschoben.[19][20][21][22] Letztlich startete der Sender am 20. Dezember 2021 als reiner Sportsender in die Olympiasaison.[23][24]
- Online (:O) ist ein Popupkanal, welcher über die Website sowie über HbbTV verfügbar ist und während großer Sportveranstaltungen (Olympische Spiele, Eishockey-WM) Parallelveranstaltungen sendet. Außerdem werden auf diesem Wege auch die Sitzungen des Nationalrats übertragen.

## Tochtergesellschaften
- Media RTVS, s.r.o. (Werbezeitverkauf u. Ä.)
- PMT, s.r.o. (Quotenermittlung)[25]

## Politische Initiative zur Abschaffung
Kurz nach der Angelobung der Regierung Robert Fico IV in Folge der Nationalratswahl 2023 stellte die zuständige Kulturministerin Martina Šimkovičová von der Partei SNS ihre Pläne für eine Neuordnung des öffentlich-rechtlichen Medienangebots vor. Die Reform sei notwendig, da der „politische Aktivismus“ der „meinungsbildenden Medien (…) aufgeräumt“ gehöre. Neben einer Umbenennung und einer Verzehnfachung der Werbeplätze ist eine verstärkte Kontrolle der Regierung durch ein neues Aufsichtsorgan vorgesehen, weiters wird die Neubesetzung der Generaldirektion ermöglicht.
Gegen diese Reformen mobilisierte die Opposition (darunter PS, SaS und KDH sowie der letztlich gegen den Regierungskandidaten gescheiterte Präsidentschaftskandidat Ivan Korčok) in ihren Protesten gegen die Regierung. Die weitere Durchführung der Reformen wurde im Zusammenhang mit dem Wahlkampf zur Präsidentschaftswahl 2024 pausiert, nach der Wahl jedoch modifiziert in die Wege geleitet, wogegen u. a. die Belegschaft, die scheidende Präsidentin Zuzana Čaputová, das Tschechische Fernsehen und der Tschechische Rundfunk sowie die Europäische Rundfunkunion (EBU) Protest anmeldeten. Die Europäische Kommission in Person der zuständigen Kommissarin Věra Jourová kündigte eine Überprüfung nach Beschlussfassung an.
Die Ministerin verteidigt sich gegen Vorwürfe der Untergrabung der Medienfreiheit mit dem Hinweis auf die erfolgte Umstellung von einer (partiellen) Gebührenfinanzierung auf eine vollständige Finanzierung aus dem Staatsbudget, die durch die vorangegangene Regierung Ódor unter Beteiligung der SaS durchgeführt wurde. Dadurch sei die RTVS zu einem „Staatsmedium“ verkommen, das zu kritisch über die Regierung berichte. Die Opposition sowie die Belegschaft der RTVS hingegen riefen auch nach der Beschlussfassung durch das Kabinett, vor dem geplanten Nationalratsbeschluss im Sommer 2024, zu erneuten Protesten auf, um zu verhindern, dass der öffentlich-rechtliche Rundfunk „Desinformationen“ und „Propaganda“ verbreite. Die Neuordnung des künftig „STVR“ heißenden Telerundfunks findet im zeitlichen Zusammenhang mit Attacken der Regierung bzw. insbesondere der größten Partei Smer gegen private Medien statt, darunter beispielsweise Ausschlüsse von Journalisten einiger „feindlicher“ Zeitungen (SME, Denník N und Aktuality.sk) von Pressekonferenzen sowie Boykotte von Fernsehdiskussionen der privaten Sender JOJ und Markíza.
Im Juni 2024 löste die Regierung von Robert Fico mit ihrer parlamentarischen Regierungsmehrheit den öffentlich-rechtlichen Sender RTVS per Gesetz auf. Die Opposition verließ aus Protest den Sitzungssaal und boykottierte damit die Abstimmung. Noch am Vorabend des Inkrafttretens am 1. Juli 2024 wurde das Gesetz von Staatspräsident Peter Pellegrini unterzeichnet. Die Regierung behauptete, der RTVS sei nicht objektiv, sei ständig voreingenommen gegenüber der Regierung und „im Konflikt mit der slowakischen Regierung“. Kritiker sehen in diesem Vorgang einen massiven Eingriff in die freien Medien und unabhängige Berichterstattung in der Slowakei. Das Gesetz sieht die Übernahme der Sendefrequenzen im Juli durch einen neugeschaffenen Sender namens STVR vor. Dessen Direktor soll von einem Rat ausgewählt werden, dessen neun Mitglieder vom Kulturministerium und vom Parlament ernannt werden. Das Gremium soll den Direktor auch jederzeit wieder absetzen können.
Am 30. Juni 2024 unterzeichnete Präsident Peter Pellegrini das von der Regierungsmehrheit aus zwei sozialdemokratischen und einer nationalistischen Partei im Parlament beschlossene STVR-Gesetz. Knapp vor Mitternacht wurde es eilig in der offiziellen Gesetzessammlung veröffentlicht. Damit war in letzter Minute die Voraussetzung dafür erfüllt, dass es wie geplant am 1. Juli in Kraft treten konnte.